# Anotomys leander
Genre
Espèce
Statut de conservation UICN

 EN  : En danger
Anotomys leander est un rongeur qui ne se rencontre qu'en Équateur. C'est une espèce de rat aquatique, parfaitement adaptée à la capture et la consommation des poissons en eau douce. L'espèce est classée en danger.
Ce rat est notamment connu pour avoir été longtemps considéré comme le mammifère dont le caryotype contenait le plus grand nombre de chromosomes (92 chromosomes). Il partageait ce record avec le Rat mangeur de crabes de Pittier. Des analyses ont révélé que le caryotype du Rat-viscache roux d'Argentine contenait encore plus de chromosomes (102) ; il s'agit d'une espèce tétraploïde, c'est-à-dire que chacun de ses chromosomes est présent en quatre exemplaires.

## Répartition et habitat
Il vit uniquement dans le nord de l'Équateur entre 2 860 and 4 000 m d'altitude. On le trouve le long des ruisseaux rapides et froids qui bordent la forêt subalpine et le paramo.